# Ziferblat
Gli Ziferblat (in ucraino Циферблат?, Cyferblat) sono un gruppo musicale ucraino fondato nel 2015 a Kiev. Il gruppo è composto dal cantante Danylo Leščyns'kyj, dal chitarrista Valentyn Leščyns'kyj e dal batterista Fedir Chodakov.
Hanno rappresentato l'Ucraina all'Eurovision Song Contest 2025 con il brano Bird of Pray, classificandosi al nono posto.

## Storia
Gli Ziferblat, progetto musicale nato da un'idea dei fratelli Danylo e Valentyn Leščyns'kyj, hanno pubblicato il loro EP di debutto Kinoseans nel 2017. Due anni dopo è stata la volta del singolo di debutto Vnoči, con cui si sono esibiti durante la finale della decima edizione di X-Faktor.
Nel 2022, gli Ziferblat hanno presentato il video musicale per il singolo Zemlja su YouTube, che è stato ben accolto dal pubblico. Nello stesso anno il gruppo era stato annunciato tra i possibili partecipanti a Vidbir, ma non sono stati selezionati tra i dieci finalisti. Nel novembre 2023 è la volta di Dlja čoho ty pryjšla? che, insieme al singolo Dysko-Fanko Terapija, anticipano l'uscita dell'album di debutto Peretvorennja, pubblicato nell'aprile 2023. Nel settembre 2023 il gruppo ha vinto un Muzar Award nella categoria "emergenti nella alternative music".
Nel 2024 sono riusciti a rientrare tra i finalisti di Vidbir, il processo di selezione decretante il rappresentante ucraino all'Eurovision Song Contest, dove hanno presentato il brano Place I Call Home, piazzandosi secondi dietro al duo composto da Al'ona Al'ona e Jerry Heil. Ci hanno riprovato l'edizione successiva, ove hanno proposto il brano Bird of Pray. Nella competizione, svoltasi l'8 febbraio 2025, il gruppo ha conquistato la vittoria grazie al voto del pubblico diventando di diritto i rappresentanti ucraini all'Eurovision Song Contest 2025 a Basilea, in Svizzera.
Sempre nel febbraio 2025 hanno ricevuto una candidatura per lo YUNA al miglior gruppo rock. Il successivo 13 maggio il gruppo si è esibito durante la prima semifinale dell'Eurovision Song Contest e si è qualificato per la finale del 17 maggio, dove si è classificato al 9º posto con 218 punti.

## Stile musicale
Sebbene la stampa specializzata attribuiscano alla band un'intera lista di generi musicali: dal prog-rock al pop, lo stesso gruppo ha dichiarato di non voler associarsi a nessun genere e di voler lavorare in un'unica direzione musicale.
Gli Ziferblat prestano molta attenzione alla componente visiva dei loro progetti, lavorando con cura sui videoclip e delle copertine degli album.
Nelle loro canzoni la band fa spesso riferimento ad opere letterali mondiali, unendole alle storie personali. Un esempio lo si può trovare nel brano Tvoje im'ja, ispirata dal personaggio di Remedios Moscote dall'opera Cent'anni di solitudine di Gabriel García Márquez. Nonostante ciò, parlando del loro album di debutto, il gruppo ha commentato: 
(Ziferblat, The Village Ukraїna)

## Formazione
Attuale
- Danylo Leščyns'kyj – voce
- Valentyn Leščyns'kyj – chitarra
- Fedir Chodakov – batteria

Precedente
- Jehen Ševčenko
- Valentyn Olijnyk
- Vikotr Nikolenko

## Discografia

### Album in studio
- 2023 – Peretvorennja
- 2025 – Of Us

### EP
- 2017 – Kinoseans

### Singoli
- 2019 – Vnoči
- 2022 – Zemlja
- 2022 – Dlja čoho ty pryjšla?
- 2023 – Dysko-Fanko Terapija
- 2023 – Place I Call Home
- 2024 – Litaky
- 2024 – Druh
- 2024 – Doteper i nazavždy (con i Tember Blanche)
- 2025 – Bird of Pray